# Seznam brazilskih fotomodelov
Seznam brazilskih fotomodelov.

## A
- Gianne Albertoni
- Michelle Alves
- Alessandra Ambrosio

## B
- Ana Beatriz Barros
- Letícia Birkheuer
- Marcelle Bittar
- Carolina Bittencourt
- Luiza Brunet
- Yasmin Brunet
- Gisele Bündchen

## C
- Gustavo Caldeira
- Jeisa Chiminazzo
- Daniella Cicarelli
- Luciana Curtis

## D
- Cintia Dicker

## F
- Leandro Faria
- Isabeli Fontana

## G
- Luciana Gimenez

## H
- Ana Hickmann

## L
- Fernanda Lessa
- Adriana Lima
- Fernanda Lima

## M
- Ana Cláudia Michaels
- Fernanda Motta

## O
- Maryeva Oliveira
- Raica Oliveira

## R
- Caroline Ribeiro

## S
- Bruno Santos
- Daniela Sarahyba

## T
- Fernanda Tavares
- Caroline Trentini

## V
- Alexandre Verga
- Rafael Verga

## W
- Mariana Weickert

## Z
- Raquel Zimmermann